# Bislett Games 2009
Il Bislett Games 2009 è stata l'edizione 2009 del meeting di atletica leggera Bislett Games e si è svolta dalle ore 18:10 alle 22:00 UTC+2 del 3 luglio 2009, come di consueto al Bislett stadion di Oslo, in Norvegia. Il meeting è stato anche la seconda tappa della ÅF Golden League 2009.

## Programma
Il meeting ha visto lo svolgimento di 16 specialità, 8 maschili e 8 femminili: di queste, 5 maschili e altrettante femminili erano valide per la Golden League. Oltre a queste, erano inserite in programma altre competizioni promozionali, assieme a serie ulteriori di alcune gare di velocità.
| # | Orario | Specialità             |
| - | ------ | ---------------------- |
| 1 | 18:25  | 1500 m                 |
| 2 | 20:08  | Lancio del giavellotto |
| 3 | 20:10  | 400 m                  |
| 4 | 20:15  | 5000 m                 |
| 5 | 20:50  | 110 m hs               |
| 6 | 21:05  | 100 m                  |
| 7 | 21:18  | 800 m                  |
| 8 | 21:50  | Miglio                 |

| # | Orario | Specialità       |
| - | ------ | ---------------- |
| 1 | 18:10  | Salto con l'asta |
| 2 | 19:35  | 3000 m siepi     |
| 3 | 19:37  | Salto in alto    |
| 4 | 19:55  | Salto in lungo   |
| 5 | 20:05  | 400 m            |
| 6 | 20:40  | 100 m hs         |
| 7 | 21:05  | 100 m            |
| 8 | 21:25  | 5000 m           |

## Risultati
Di seguito i primi tre classificati di ogni specialità.

### Uomini
| Specialità             | 1º classificato    | Prestazione | 2º classificato        | Prestazione | 3º classificato         | Prestazione |
| 100 m                  | Asafa Powell       | 10.07       | Daniel Bailey          | 10.07       | Michael Frater          | 10.08       |
| 400 m                  | Renny Quow         | 45.18       | Leslie Djhone          | 45.37       | Gary Kikaya             | 45.53       |
| 800 m                  | Jurij Borzakovskij | 1'44.42     | Mohammed Al-Salhi      | 1'44.96     | Thomas Chamney          | 1'45.41     |
| 1500 m                 | Collins Cheboi     | 3'36.24     | Geoffrey Kipkoech Rono | 3'36.96     | Fouad Elkaam            | 3'37.19     |
| Miglio                 | Deresse Mekonnen   | 3'48.95     | William Biwott Tanui   | 3'49.29     | Augustine Kiprono Choge | 3'50.22     |
| 3000 m                 | Richard Bartale    | 7'50.58     | Henry Kiplagat         | 7'54.00     | Mike Tuiny              | 7'54.54     |
| 5000 m                 | Kenenisa Bekele    | 13'04.87    | James Kwalia C'Kurui   | 13'05.46    | Vincent Kiprop Chepkok  | 13'06.27    |
| 110 m hs               | Antwon Hicks       | 13.41       | Andrew Turner          | 13.44       | Artur Noga              | 13.46       |
| Lancio del giavellotto | Tero Pitkämäki     | 84.63 m     | Teemu Wirkkala         | 83.54 m     | Andreas Thorkildsen     | 83.15 m     |

In grassetto le specialità valide per il jackpot della Golden League
     Atleti ancora in corsa per il jackpot della Golden League dopo questo meeting

### Donne
| Specialità       | 1º classificata       | Prestazione | 2º classificata        | Prestazione | 3º classificata         | Prestazione |
| 100 m            | Kerron Stewart        | 10.99       | Kelly-Ann Baptiste     | 11.14       | Chandra Sturrup         | 11.15       |
| 400 m            | Sanya Richards        | 49.23       | Shericka Williams      | 49.98       | Amantle Montsho         | 50.71       |
| 800 m            | Claire Gibson         | 2'01.42     | Ingvill Måkestad       | 2'02.54     | Nelly Jepkosgei         | 2'07.37     |
| 5000 m           | Meseret Defar         | 14'36.38    | Vivian Cheruiyot       | 14'37.01    | Meselech Melkamu        | 14'37.50    |
| 100 m hs         | Damu Cherry           | 12.68       | Brigitte Foster-Hylton | 12.75       | Priscilla Lopes-Schliep | 12.78       |
| 3000 m siepi     | Ruth Bisibori Nyangau | 9'18.65     | Sofia Assefa           | 9'19.91     | Mekdes Bekele           | 9'28.88     |
| Salto in alto    | Blanka Vlašić         | 2.00 m      | Chaunté Howard         | 1.98 m      | Ruth Beitia             | 1.95 m      |
| Salto con l'asta | Elena Isinbaeva       | 4.71 m      | Monika Pyrek           | 4.71 m      | Svetlana Feofanova      | 4.66 m      |

In grassetto le specialità valide per il jackpot della Golden League
     Atlete ancora in corsa per il jackpot della Golden League dopo questo meeting